# Julie Arenholt
Julie Arenholt (née Rosengreen le 10 décembre 1873 et morte le 21 juillet 1952) est une ingénieure civile, femme politique et militante danoise pour les droits des femmes. En 1910, elle devient la première femme du Danemark à travailler au poste d'ingénieure d'usine, inspectant les locaux de boulangeries industrielles jusqu'à son départ à la retraite en 1939. Elle est membre active de la Société des femmes danoises, dont elle occupe la présidence de 1918 à 1921. Elle s'engage également au niveau international en intervenant lors de conférences et en s'impliquant dans les travaux du comité central de l'Alliance internationale des femmes de 1923 à 1929,.

## Biographie
Née le 10 décembre 1873 dans le quartier Frederiksberg de la capitale danoise, Julie Johanne Rosengreen est la fille de Harald Christian Rosengreen (1836-1907), fonctionnaire, et de Rasmine Rasmussen (1840-1914). Elle officie en tant qu'institutrice avant d'intégrer les rangs de l'Institut d'enseignement polytechnique en 1896. Cinq ans plus tard, elle en ressort diplômée, la première femme ingénieure d'usine du pays. En 1903, elle épouse le docteur en médecine et joueur de tennis olympique Jørgen Arenholt (en) (1876-1953).
Elle commence à travailler à l'institut, puis au laboratoire de Detlefsen et Meyer. En 1910, elle obtient le nouveau poste d'inspectrice d'usine au directorat pour le travail et la contrôle de l'industrie (Direktoratet for Arbejds- og Fabriktilsynet). Elle y œuvre à contrôler les boulangeries et pâtisseries de la zone de Copenhague.
Sur le plan politique, son intérêt de toujours pour les questions sociales et économiques s'exprime pour la première fois en 1907, lorsqu'elle rejoint la toute jeune Association nationale pour le droit de vote des femmes. Elle participe à son journal Kvindevalgret (« Le Droit de vote des femmes ») de 1908 à 1912. En 1909, alors que les femmes obtiennent le droit de vote aux élections municipales, Julie Arenholt est élue au conseil municipal de Copenhague (en) sous l'étiquette du Parti social-libéral. Elle s'y révèle une oratrice de talent, récoltant plus de voix que d'habitude en 1918 à Gentofte (date à laquelle les femmes sont autorisées à candidater à la députation, au Folketing).
En 1915, elle intègre la Société des femmes danoises. Elle en occupe la présidence de 1918 à 1921. Elle gagne en renommée en deçà et au-delà des frontières danoises pour ses qualités de dirigeante. Elle joue un rôle significatif à l'international, s'impliquant dans les travaux du comité central de l'Alliance internationale des femmes de 1923 à 1929. Elle lutte notamment pour la participation des femmes aux affaires.
Julie Arenholt meurt à Copenhague le 21 juillet 1952 et est inhumée au cimetière Bispebjerg (en).